# Turnabout Glacier, Nunavut
Turnabout Glacier är en glaciär i Kanada.   Den ligger i territoriet Nunavut, i den nordöstra delen av landet, 4 100 km norr om huvudstaden Ottawa. Turnabout Glacier ligger 907 meter över havet.
Terrängen runt Turnabout Glacier är huvudsakligen kuperad, men åt sydost är den platt. Trakten runt Turnabout Glacier är nära nog obefolkad, med mindre än två invånare per kvadratkilometer.. Det finns inga samhällen i närheten.
Trakten runt Turnabout Glacier är permanent täckt av is och snö.